# Ciprian Mureșan
Ciprian Mureșan (n. 25 iunie 1977, Dej, este un pictor român. Acum locuiește și lucrează în Cluj-Napoca. A studiat pictura la Universitatea de Artă și Design din Cluj-Napoca, între anii 2001-2003.  
Este co-editor al revistei VERSION condus de artist și este redactor al revistei IDEA art + society din 2005.
În 2009, a reprezentat România la cea de-a 53-a Expoziție Internațională de Artă — La Biennale di Venezia. 

### Stil artistic
Ciprian Mureșan aparține unei generații de artiști români care au asistat la schimbările ideologice de după căderea regimului Ceaușescu. Opera sa poate fi înțeleasă pe acest fond de tranziție accelerată și estompare a semnificațiilor și valorilor. Recontextualizează constant anecdotele istorice, operele de artă iconice, ritualurile religioase și formele culturale populare și, în acest fel, perturbă narațiunile bine definite ale istoriei (artei). Cu o atitudine critică și o privire divergentă, Ciprian Mureșan scoate în evidență particularitățile și relele epocii noastre post-utopice.
Imaginile multifațete ale lui Mureșan sunt cuprinse într-o metodologie de reproducere și referință. Pentru această expoziție, artistul a realizat o machetă a lui S.M.A.K. pentru prezentarea unei serii de așa-numite „desene palimpsest”, pe care le-a bazat pe imaginile din noul catalog de colecție al muzeului. În acest fel, el reduce toate operele de artă din colecție la o stare post-figurativă într-o manieră stratificată: un act distructiv și în același timp creativ care subliniază absurditatea de a reprezenta și această istorie ca narațiune liniară. Expoziția ia această nouă instalație ca punct de plecare pentru a explora în continuare abordarea subiectivă a lui Mureșan asupra timpului, memoriei și proceselor de istoricizare.

## Expoziții personale[6]
- 2004 - The End Of The Five Year Plan, Studio Protokoll, Cluj, RO
- 2006 - Choose…, Plan B, Cluj, RO
- 2007 - Expulsion from Paradise, Raster Gallery, Warsaw, PL
- 2007 - I Believe I Can Fall, Kontainer Gallery, Los Angeles, US
- 2008 - Compulsory Rules, Prometeogallery, Milan, IT
- 2008 - Work and Travel, Andreiana Mihail Gallery, Bucharest, RO
- 2009 - Luv, Galeria Plan B, Cluj, RO
- 2010 - Ciprian Muresan, Mihai Nicodim Gallery, Los Angeles, US
- 2010 - Ciprian Muresan, n.b.k. – Neuer Berliner Kunstverein, Berlin, DE
- 2010 - Ciprian Muresan, Wilkinson Galllery, London, UK
- 2010 - The Unbelonging, Prometeogallery, Milan, IT
- 2011 - Ciprian Muresan, David Nolan Gallery, New York, US
- 2011 - Recycled Playground, FRAC Champagne-Ardenne, Reims, FR
- 2012 - Ciprian Muresan, Wilkinson Gallery, London, UK
- 2012 - Dead Weights, Museum of Art Cluj-Napoca, Cluj, RO
- 2012 - Recycled Playground, Centre d’Art Contemporain, Geneva, CH
- 2012 - Stage and Twist, Project space, Tate Modern, London, UK (with Anna Molska)
- 2013 - All that work for nothing! That’s what I try to do all the time!, Galeria Plan B, Berlin, DE
- 2013 - Page by page, screenings on the façade of MUSEION Museum of Modern and Contemporary Art, Bolzano, IT
- 2013 - Recycled Playground, Contemporary Art Gallery, Vancouver, CA
- 2014 - Ciprian Muresan, Mihai Nicodim Gallery, Los Angeles, US
- 2014 - The Suicide Series, Galeria Plan B, Berlin, DE
- 2015 - Ciprian Muresan, Wilkinson Gallery, London, UK
- 2015 - Your survival is guaranteed by treaty, Ludwig Museum – Museum of Contemporary Art Budapest, Budapest, HU
- 2016 - Ciprian Muresan, Museo Pietro Canonica a Villa Borghese, Rome, IT
- 2016 - Ciprian Muresan, Nicodim Gallery, Los Angeles, US
- 2016 - Plague Column, Galerie Éric Hussenot, Paris, FR
- 2017 - #1.3 WAYS TO TIE YOUR SHOES: CIPRIAN MURESAN, Convent Art Space, Ghent, BE
- 2017 - All Images from a Book…, David Nolan Gallery, New York, US
- 2017 - The Struggle Between Academic Abstractionism and Globalized Formalism, Lateral Art Space, Cluj, RO
- 2018 - Art Club 22: Ciprian Muresan, Accademia di Francia a Roma – Villa Medici, Rome, IT
- 2018 - Incorrigible Believers, Galeria Plan B, Berlin, DE
- 2019 - Ciprian Muresan, SMAK Museum, Ghent, BE
- 2020 - Incarnation, Galerie Éric Hussenot, Paris, FR
- 2021 - Ciprian Muresan, Galeria Plan B, Berlin, DE
- 2021 - The Spectre, National Museum of Contemporary Art – MNAC, Bucharest, RO
- 2023 - Echoes of Sculpture, Galerie Hussenot, Paris, FR
- 2023 - None of it is real, but it’s based on events that took place, Aluvial, Cluj-Napoca, RO
- 2024  - Doppia Ombra, Central Institute for Graphics, Roma, IT

Lucrările lui Mureșan se regăsesc în numeroase colecții publice și private, printre care se numără: ARKEN Museum of Modern Art, Copenhaga, Danemarca; Art Collection Telekom, Bonn, Germania; Centre Pompidou, Paris, Franța; Deutsche Bank Collection, Frankfurt pe Main, Germania; Ludwig Museum, Budapesta, Ungaria; Neuer Berliner Kunstverein, Berlin, Germania; Pomeranz Collection, Viena, Austria; San Francisco Museum of Modern Art, San Francisco, SUA; The Sander Collection, Darmstadt, Germania; Tate Collection, Londra, Regatul Unit; The Taylor Collection, Denver, SUA.
1. Tordai-S., Attila, “Aperto Romania”, Flash Art International, no. 233, November / December 2003.
2. Doppia ombra | Double Shadow, Dario Cimorelli Editore, Published with the support of Istituto centrale per la grafica, Rome, 2024. [exhibition catalogue]
3. Communism Never Happened, Idea Design & Print Editura, Cluj. Published with the support of Galeria Plan B, 2023. [artist book]
4. Romanian Contemporary Art 2010-2020, Ostfildern, 2020
5. The A-Z of Gravity’s End. Your Ultimate Guide to Free Fall and Levitation. Berlin, 2019
6. VIVA ARTE VIVA : 57th International Art Exhibition: La Biennale di Venezia, 2017, p. 114-117.
7. Boecker, Susanne; Glauner, Max; Haase, Amine; Honnef, Klaus; Hübl, Michael; Jocks, Heinz Norbert Tappeiner; Maria Anna, Trager; Wolfgang Vogel; Sabine B. Kunstforum, 57. Biennale Venedig 2017. Köln, 2017, p. 122.